# Toyota Fine-N
Toyota Fine-N — концепт-кар компании Toyota. Впервые был показан в октябре 2003 года на Токийском автосалоне.
Силовой установкой Fine-N является водородный топливный элемент SOFC. Водород хранится в баке под давлением 700 атмосфер. В движение автомобиль приводят 4 гибридных электродвигателя, мощностью 25 кВт (25 лошадиных сил) каждый, которые размещены по одному на каждом колесе. Система использует литий-ионный аккумулятор расположенный под сиденьями. Управление автомобиля осуществляется с помощью системы Drive-by-Wire. Запаса топлива хватает на 500 км.